# Calliergon diluvianum
Calliergon diluvianum là một loài Rêu trong họ Amblystegiaceae. Loài này được (Schimp.) Dixon mô tả khoa học đầu tiên năm 1927.